# Chaetostoma thomsoni
Chaetostoma thomsoni (Хетостома Томсона) — вид риб з роду Chaetostoma родини Лорікарієві ряду сомоподібні.

## Опис
Загальна довжина сягає 10,1 см. Голова помірно велика. Морда подовжена, округла на кінці. Очі маленькі, розташовано у верхній частині голови. Рот широкий. У самців на щелепах присутня бахрома. Тулуб подовжений. Спинний плавець подовжений, високий. Жировий плавець маленький. Грудні плавці великі, у самців — на них шипики. Самиці гладкіше в області черева. Черевні плавці значно поступаються останнім. Анальний плавець невеличкий. Хвостовий плавець великий, широкий, усічений.
Забарвлення зеленувато-оливкове з темними поперечними смужками на тулубі. На морді присутні присутні контрастні цятки.

## Спосіб життя
Є демерсальна риба. Воліє до прісної та чистої води. Зустрічається у швидкій течії гірських річок з піщано-кам'янистим дном. Вдень ховається під камінням, печерках. Активна вночі. Живиться рослинною їжею.

## Розповсюдження
Мешкає у басейні річки Магдалена (Колумбія).